# Liste der Länderspiele der spanischen Männer-Feldhandballnationalmannschaft
Diese Liste enthält Feldhandballspiele der spanischen Feldhandballnationalmannschaft der Männer.

## Legende
Dieser Abschnitt dient als Legende für die nachfolgenden Tabellen.
- A = Auswärtsspiel
- H = Heimspiel
- * = Spiel an neutralem Ort
- WM = Weltmeisterschaft
- rote Hintergrundfarbe = Niederlage der spanischen Mannschaft
- grüne Hintergrundfarbe = Sieg der spanischen Mannschaft
- gelbe Hintergrundfarbe = Unentschieden

## Liste der Spiele
| Nr. | Datum         | Ergebnis    | Gegner     |   | Austragungsort                   | Anlass      | Zuschauer | Spieler | Bemerkungen             |
| --- | ------------- | ----------- | ---------- | - | -------------------------------- | ----------- | --------- | --- | ----------------------- |
| 01  | 19. März 1949 | 03:01 (2:1) | Frankreich | H | Barcelona, Camp de Les Corts     |             |           | Spieler Tor - Carlos Casado Verteidiger - Sebastian Peña - Jordi Riba Leufer - Antonio Villena - Joaquin Compte - Jaume Párraga Stürmer - Joan Barbany (1. HZ: 25″) - Joan Cañadell - Ramon Suau - Luis Miracle - Esteban Guardia (1. HZ: 16″ & 2. HZ: 14″) | [ 1 ] [ 2 ] [ 3 ] [ 4 ] |
| 02  | 11. März 1950 | 06:06       | Frankreich | A | Bordeaux                         |             |           | |                         |
| 03  | 1. Jan. 1951  | 05:07       | Portugal   | A | Porto                            |             |           | |                         |
| 04  | 6. Jan. 1951  | 07:08       | Portugal   | H | Madrid                           |             |           | |                         |
| 05  | 19. März 1951 | 05:04       | Frankreich | H | Barcelona                        |             |           | |                         |
| 06  | 19. Mai 1951  | 02:08 (0:4) | Schweiz    | H | Madrid                           |             |           | |                         |
| 07  | 9. Juni 1952  | 10:20       | Österreich | * | Rorschach, Sportplatz Pestalozzi | WM-Vorrunde | 3 099     | |                         |
| 08  | 10. Juni 1952 | 02:09       | Schweden   | * | Baden AG, Sportplatz Scharten    | WM-Vorrunde | 2 176     | |                         |
| 09  | 16. Juni 1952 | 12:18 (6:8) | Saarland   | A | Dudweiler                        |             |           | |                         |
| 10  | 30. Juni 1955 | 10:11       | Finnland   | * | Offenburg, Kinzigstadion         | WM-Vorrunde |           | |                         |
| 11  | 1. Juli 1955  | 07:18 (3:9) | Schweiz    | * | Freiburg, Möslestadion           | WM-Vorrunde | 4 000     | |                         |
| 12  | 1. Juli 1956  | 00:13 (0:6) | Portugal   | A | Porto, Estádio do Lima           |             |           | |                         |